# 十字马唐
十字马唐（学名：Digitaria cruciata），为禾本科马唐属下的一个植物种。